# Erik el Belga
René Alphonse van den Berghe, conocido como Erik el Belga (Nivelles, Bélgica, 1940 - Málaga, 19 de junio de 2020), fue uno de los más prolíficos ladrones de arte de Europa en el siglo XX.

## Detenciones
En 1966 fue detenido cuando acudía con intención de robar a la Catedral de El Burgo de Osma (Soria, España). En 1976 fue detenido de nuevo y condenado a 10 años de prisión en Bélgica, pero poco después se fugó de la cárcel de Verviers y se refugió en España definitivamente, donde aprovechó las insuficientes medidas de seguridad de iglesias y monasterios. Tras entregarse, fue detenido en 1982 por receptación. Estando en la cárcel Modelo de Barcelona, llegó a un acuerdo con las autoridades para adquirir su libertad provisional a cambio de colaborar en la recuperación de las piezas robadas. Tras 35 meses y 1500 obras devueltas, abandonó la prisión en 1985, quedando absuelto de sus 14 juicios pendientes por robos contra el patrimonio histórico artístico debido a la prescripción de los delitos. Desde ese año se instaló en Málaga, donde continuó ayudando a la policía a recuperar obras artísticas. Publicó sus memorias en un libro llamado Por amor al arte (Planeta).
Falleció en un hospital de Málaga el 19 de junio de 2020.

## Los robos en España
Erik el Belga vio en muchas provincias de España un paraíso para expoliarlas de su numeroso y valioso patrimonio artístico. La región más castigada por sus robos fue Castilla y León, donde la inmensa riqueza patrimonial de las nueve provincias que la componen, estaba en muchas ocasiones desprotegida por la despoblación de los núcleos rurales y su misma dispersión.
Otras regiones con similitudes a las de Castilla y León, por su dispersa población e importante patrimonio, también padecieron los expolios de este peculiar ladrón. Así ocurrió en Aragón, Navarra y algunas zonas de La Rioja y Cataluña.
Al parecer Erik utilizaba bandas locales a las que encomendaba los robos. De esa manera él mismo no se veía involucrado de forma directa. Otras veces compraba las obras directamente negociando con sacerdotes u obispos, como Abilio del Campo y de la Bárcena. Este obispo, vendió la mayor parte de arte sacro de la Catedral de Santa María de Calahorra, cifrado en toneladas.

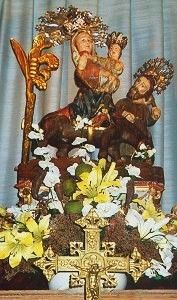
Virgen de Revilla (Baltanás, Palencia)

Se atribuyen a Erik, robos como las famosísimas tablas de Pedro Berruguete en la iglesia de Santa Eulalia de Paredes de Nava (Palencia), sin duda uno de los hurtos más espectaculares por el valor de las pinturas, de las más destacadas del primer Renacimiento hispano. En Baltanás (Palencia) robó la Virgen de Revilla, considerada la figura de Belén más antigua de España. Los robos de Tordesillas, Medina del Campo, Hornillos de Eresma, Toro, Frómista, Castrojeriz, Santa María de Huerta. Todos ellos pueblos de Palencia, Valladolid, Burgos, Zamora y Soria.
La de Huesca fue otra de las provincias afectadas por los robos de Erik. En ella, en diciembre de 1979, se llevó a cabo el espectacular robo de Roda de Isábena, localidad de la que fue sustraída la Silla de San Ramón, de estilo románico, entre otras cosas. José María Leminyana y Alfaro, párroco, hizo todo lo posible para que se recuperara lo robado. Sin embargo en otoño de 2010 la conservadora del Museo Diocesano de Lérida, Carme Berlabé, localizó en internet la presencia de una de las piezas sustraídas de la Catedral de San Vicente mártir. Se trataba de un tapiz del siglo XVI, con la representación de la Virgen rodeada por dos obispos, y que en 2012 se encontraba en Estados Unidos. En abril de 2013 las autoridades norteamericanas procedieron a su devolución a España.
También se le atribuyen robos en Navarra (por el retablo del Santuario de San Miguel de Aralar cobró 100 millones de pesetas de 1976, su robo mejor pagado), en Zaragoza (donde se sabe que saqueó la iglesia de Santa Ana en Mainar), en Gerona y en las provincias de Tarragona y Castellón (Diócesis de Tortosa).
|            |
| Rey David. |

|          |
| Salomón. |